# Asesinato de Yusef Hawkins

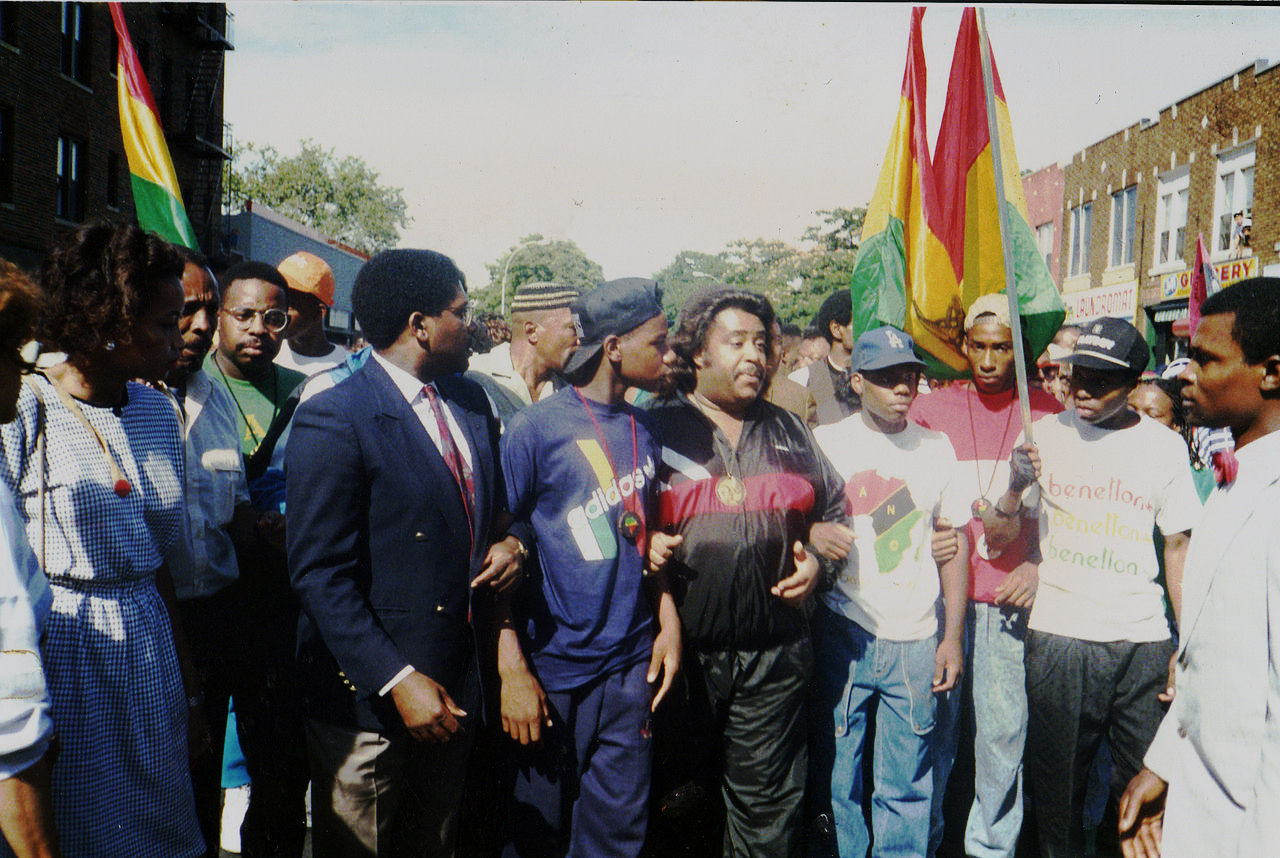
Al Sharpton liderando las protestas en Brooklyn en 1989 por el asesinato de Hawkins

Yusef Kirriem Hawkins (conocido también como Yusuf Hawkins, 19 de marzo de 1973 - 23 de agosto de 1989) fue un adolescente afroestadounidense proveniente de East New York que fue asesinado a tiros el 23 de agosto de 1989 en Bensonhurst, un barrio obrero predominantemente italoestadounidense del distrito neoyorquino de Brooklyn. Hawkins, su hermano menor y dos amigos fueron atacados por una multitud de entre 10 y 30 jóvenes blancos, de los que al menos siete empuñaban bates de béisbol. Uno de ellos, armado con una pistola, disparó a Hawkins dos veces en el pecho, causándole la muerte. Una década y media después del suceso, el traidor de la mafia Joseph D'Angelo confesó que había causado el asesinato por motivos raciales.

## Historia

### Incidente
Hawkins había ido esa noche a Bensonhurst con su hermano y dos amigos suyos para averiguar sobre un automóvil Pontiac de 1982 que estaba en venta. Los atacantes esperaban a un grupo de jóvenes adolescentes que supuestamente habían sido invitados al barrio a una fiesta de una adolescente. Al llegar al sitio, Hawkins y sus amigos fueron emboscados por los atacantes, quienes pensaron que se trataba del grupo que había sido invitado a la fiesta. Tras el asesinato de Hawkins, la policía afirmó que no había tenido ningún tipo de relación con la chica del barrio que presuntamente había organizado la fiesta.
La muerte de Hawkins fue el tercer asesinato de un varón negro a manos de mafias blancas en la ciudad de Nueva York durante la década de 1980; las otras dos víctimas fueron Willie Turks, asesinado el 22 de junio de 1982 en Brooklyn, y Michael Griffith, que fue atropellado por un auto en Queens el 20 de diciembre de 1986. El incidente desató un torrente de tensión racial en la ciudad de Nueva York en los días y semanas siguientes, que culminó con una serie de marchas de protesta por el barrio encabezadas por el reverendo Al Sharpton.

### Juicios
Joseph Fama, el hombre que efectuó los disparos que mataron a Hawkins, fue condenado por asesinato en segundo grado el 17 de mayo de 1990. El otro acusado principal del caso, Keith Mondello, fue absuelto el 18 de mayo de 1990 de los cargos de asesinato y homicidio, pero fue condenado por 12 cargos menores, entre ellos motín, amenaza, discriminación, encarcelamiento ilegal y posesión criminal de un arma.